# 砂子塘駅
砂子塘駅（さしとうえき）は、中華人民共和国湖南省長沙市雨花区にある長沙地下鉄4号線の駅である。

## 駅構造
島式ホーム1面

## 駅周辺
- 湖南省中医院第一附屬医院
- 長沙歌舞劇院
- 長沙市稻田中学
- 砂子塘小学